# Alfa Romeo 33 Stradale
O Alfa Romeo 33 Stradale é um modelo esportivo da marca italiana Alfa Romeo que foi produzido entre novembro de 1967 e março de 1969.
Este modelo é extremamente raro, já que apenas 18 unidades foram fabricadas, quatro delas sem carroçaria, pois foram usadas para criar quatro protótipos da Alfa Romeo. É um carro de dois lugares com motor central-traseiro e tração traseira.

## Origem
Depois de vencer os dois primeiros campeonatos de Fórmula 1 em 1950 e 1951, a Alfa Romeo decidiu se retirar da competição para se concentrar no desenvolvimento de sua linha de carros de passageiros e carros desportivos. Essa situação mudou na década de 1960, quando a marca voltou a desenvolver carros de corrida, desta vez com grande sucesso nas categorias Sport. Para esse retorno à competição, a Autodelta - divisão de corridas da Alfa Romeo - desenvolveu o Alfa Romeo Tipo 33, que alcançou um grande número de vitórias nas décadas de 1960 e 1970.
No Salão do Automóvel de Turim de 1967, a Alfa Romeo apresentou o seu novo desenvolvimento; o 33 Stradale, um carro desportivo baseado no bem-sucedido carro de corrida Alfa Romeo Tipo 33 que correu durante 1967 e 1968. Não foram feitas muitas alterações na versão de corrida para torná-la adequada para uso em estrada: a carroçaria foi construída em alumínio em vez de fibra, a distância entre eixos foi alongada e a potência do motor foi reduzida de 270 CV para 230 CV. Um novo design de carroceria também foi introduzido, mas nenhuma concessão foi feita para conforto ou luxo que adicionasse peso. Graças a isso, o peso do 33 Stradale chega a apenas 700 kg, o que possibilita um alto nível de desempenho.

## Design e mecânica

### Carroçaria

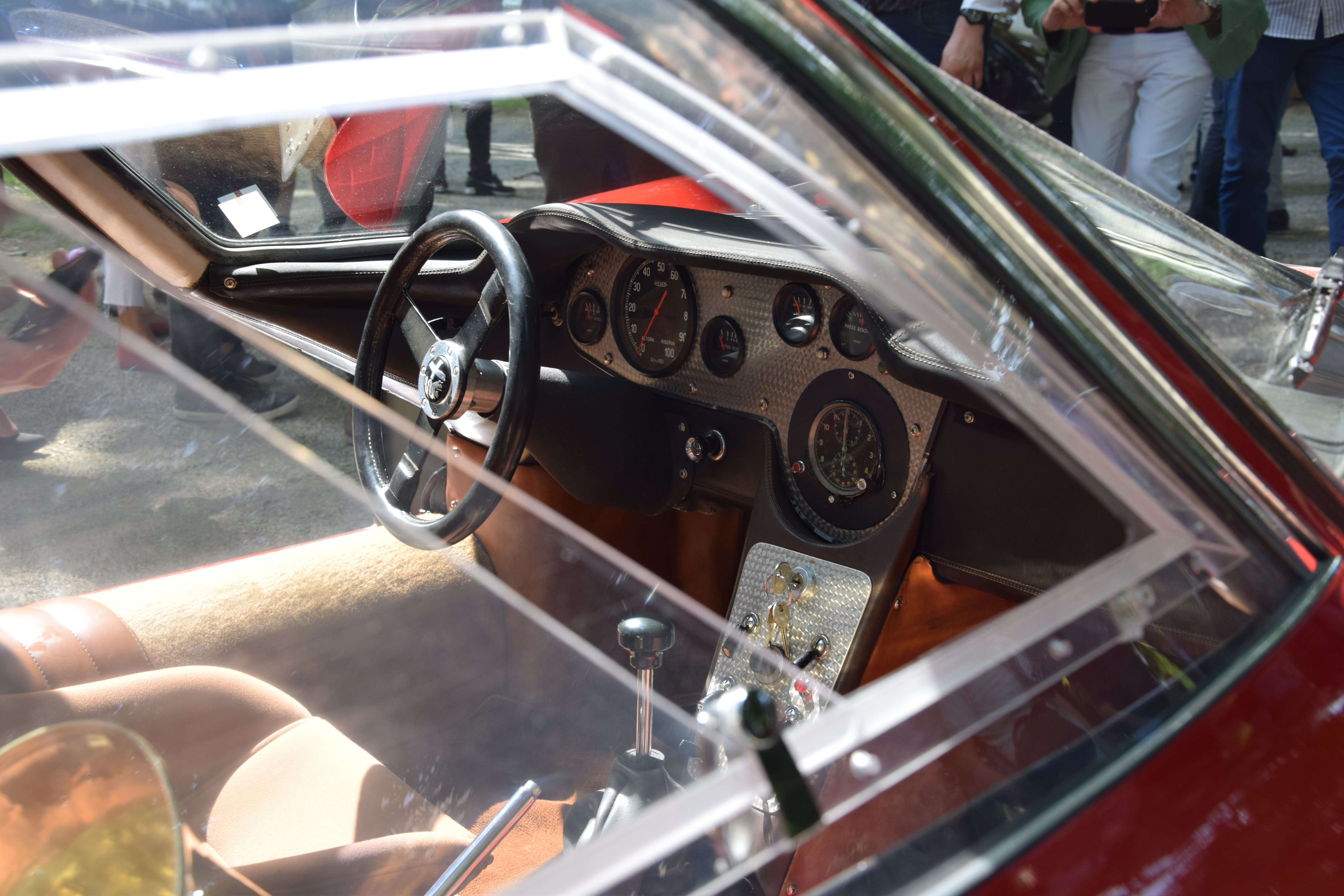
Interior de um 33 Stradale.

A carroçaria do Alfa Romeo 33 Stradale foi projetada pelo designer italiano Franco Scaglione. É feita de alumínio, está cheia de curvas voluptuosas e tem portas borboleta amplamente vidradas.
A carroceria do 33 Stradale é considerada um dos designs mais belos alguma vez feitos e grande parte do seu design curvilíneo foi reutilizado no século XXI no carro desportivo Alfa Romeo 8C Competizione.

### Chassi
O chassi do 33 Stradale foi feito de 3 tubos de alumínio de grande diâmetro em forma de H, que abrigam o tanque de combustível. Nas partes dianteira e traseira, um chassi auxiliar de magnésio sustentava os elementos mecânicos. Este chassi foi alongado 100 mm (3,9 pol.) em comparação com a versão de corrida para melhorar a habitabilidade, e foi reforçado em sua parte central.

### Motor e caixa de câmbio
O 33 Stradale é movido por um motor V8 com bloco de alumínio, uma cilindrada de 1995 cc e injeção de combustível SPICA. É capaz de alcançar uma potência máxima de 230 CV a 8.800 rpm, embora possa ir até 10.000, aproximadamente. A caixa de câmbio é uma Colotti manual de seis velocidades.

## Produção
A produção do 33 Stradale foi realizada manualmente nas instalações da Carrozzeria Marazzi em Milão, onde os veículos da Autodelta foram recebidos mecanicamente acabados e prontos para o trabalho da carroçaria. A produção era tão artesanal que não existem duas unidades iguais; as principais diferenças são a grade frontal, as luzes e os condutos de ventilação. A produção total foi de 18 unidades, embora apenas 13 tenham sido entregues aos clientes; uma unidade permaneceu no Museu de Alfa Romeo, enquanto as restantes foram entregues sem carroçaria à Pininfarina, Bertone e Italdesign para criar os protótipos Bertone Carabo, 33/2 Coupé Speciale, Iguana e Navajo, respectivamente.

## Preço e valor atual
Com um preço inicial de US $ 17.000 (10 milhões de liras na Itália), o 33 Stradale era o carro mais caro do mercado em 1968 - enquanto o preço médio de um carro novo na época era de US $ 2.822 -.
Atualmente, uma unidade do 33 Stradale em boas condições pode valer mais de US $ 3.000.000 em leilão, de acordo com as estimativas de 2011.

## Galeria

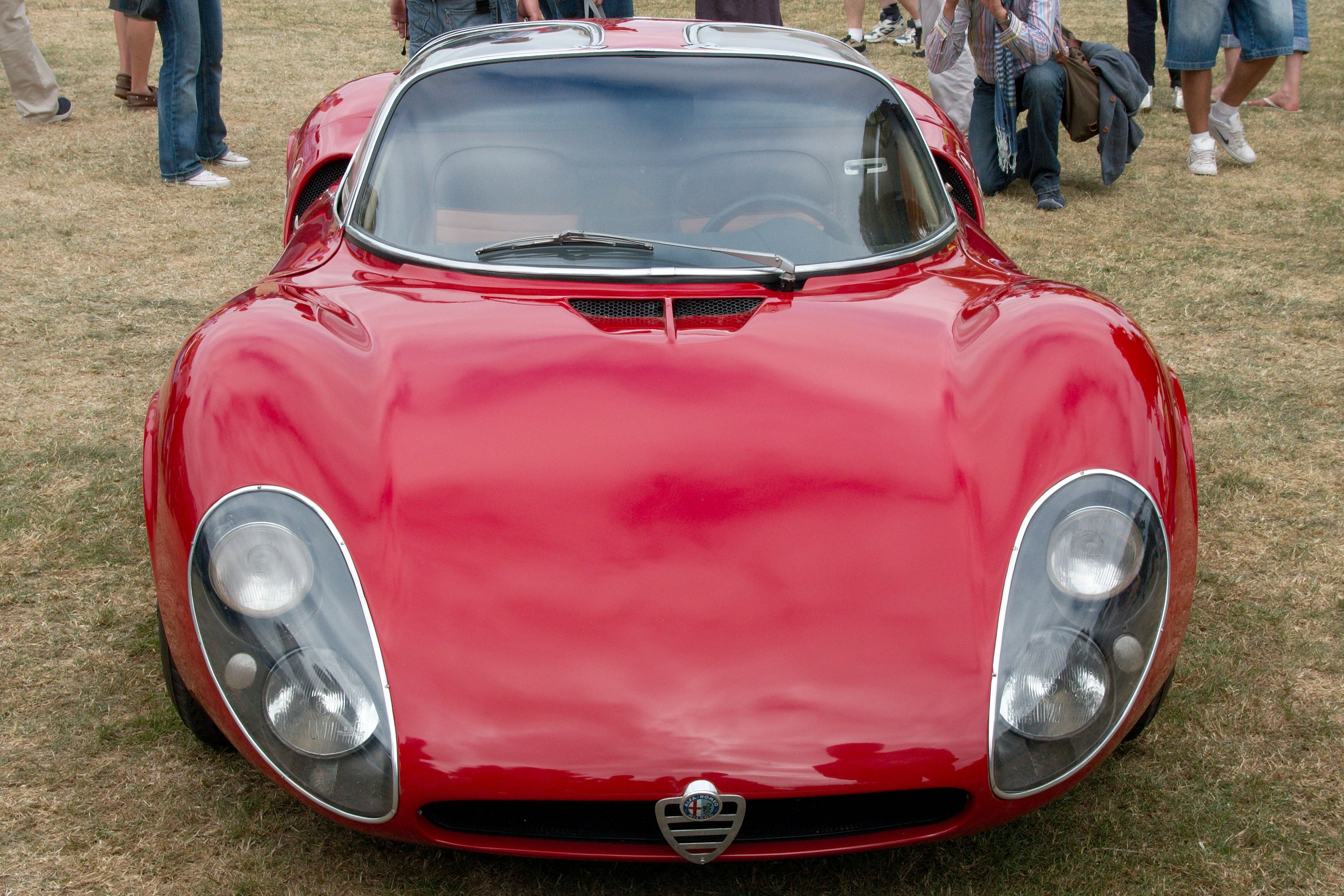
Primeira versão com faróis duplos.
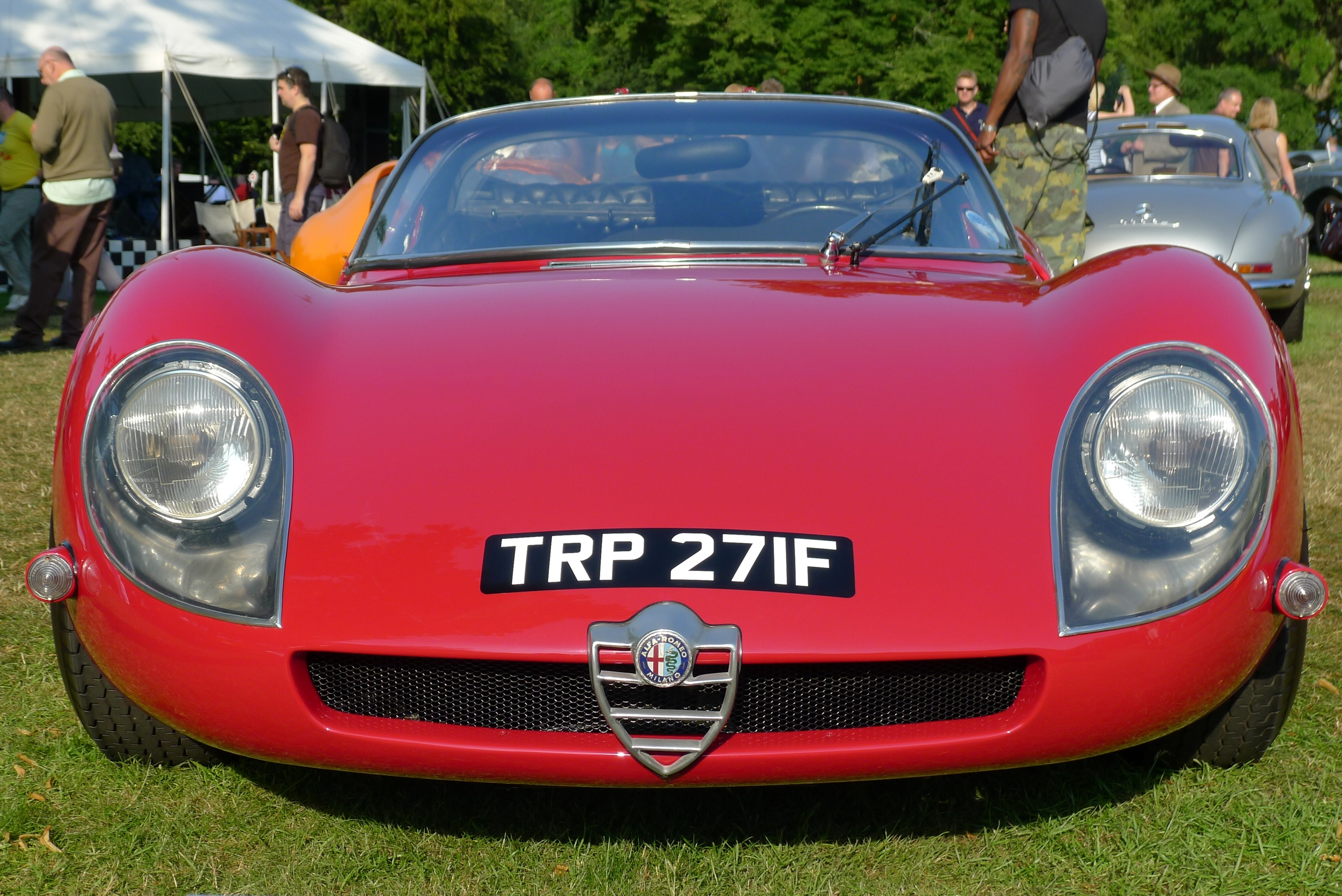
Versão posterior com faróis simples.
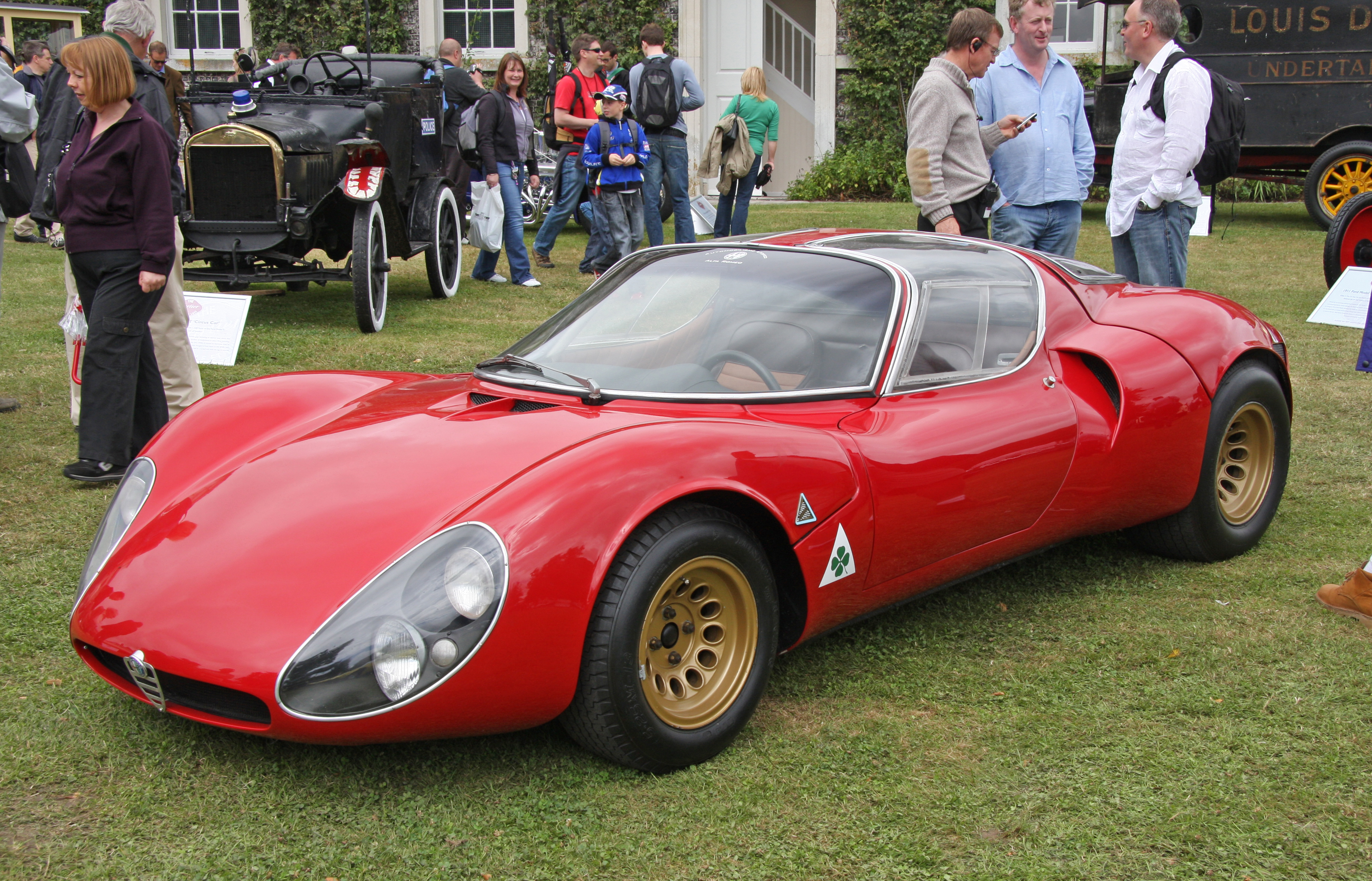
Lateral da primeira versão.
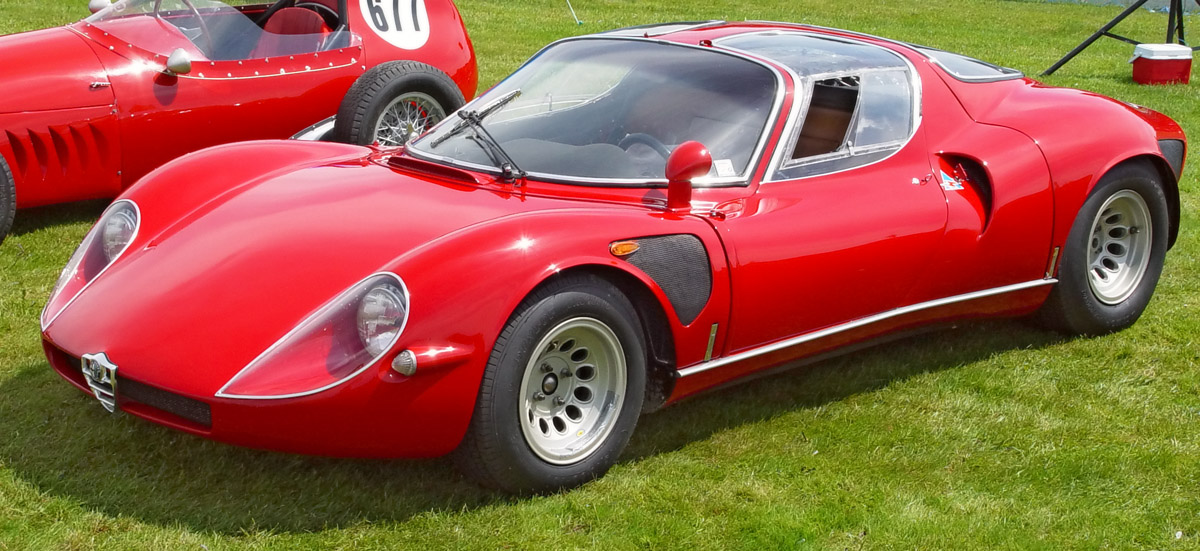
Lateral da versão posterior.